# Tor Line

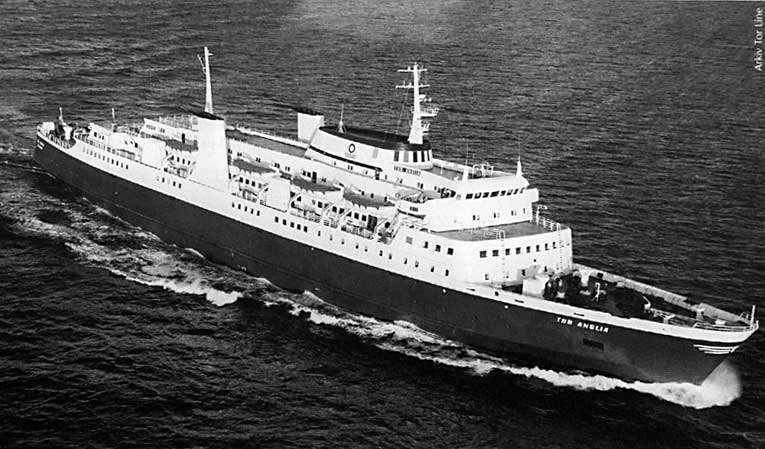
m/s Tor Anglia.

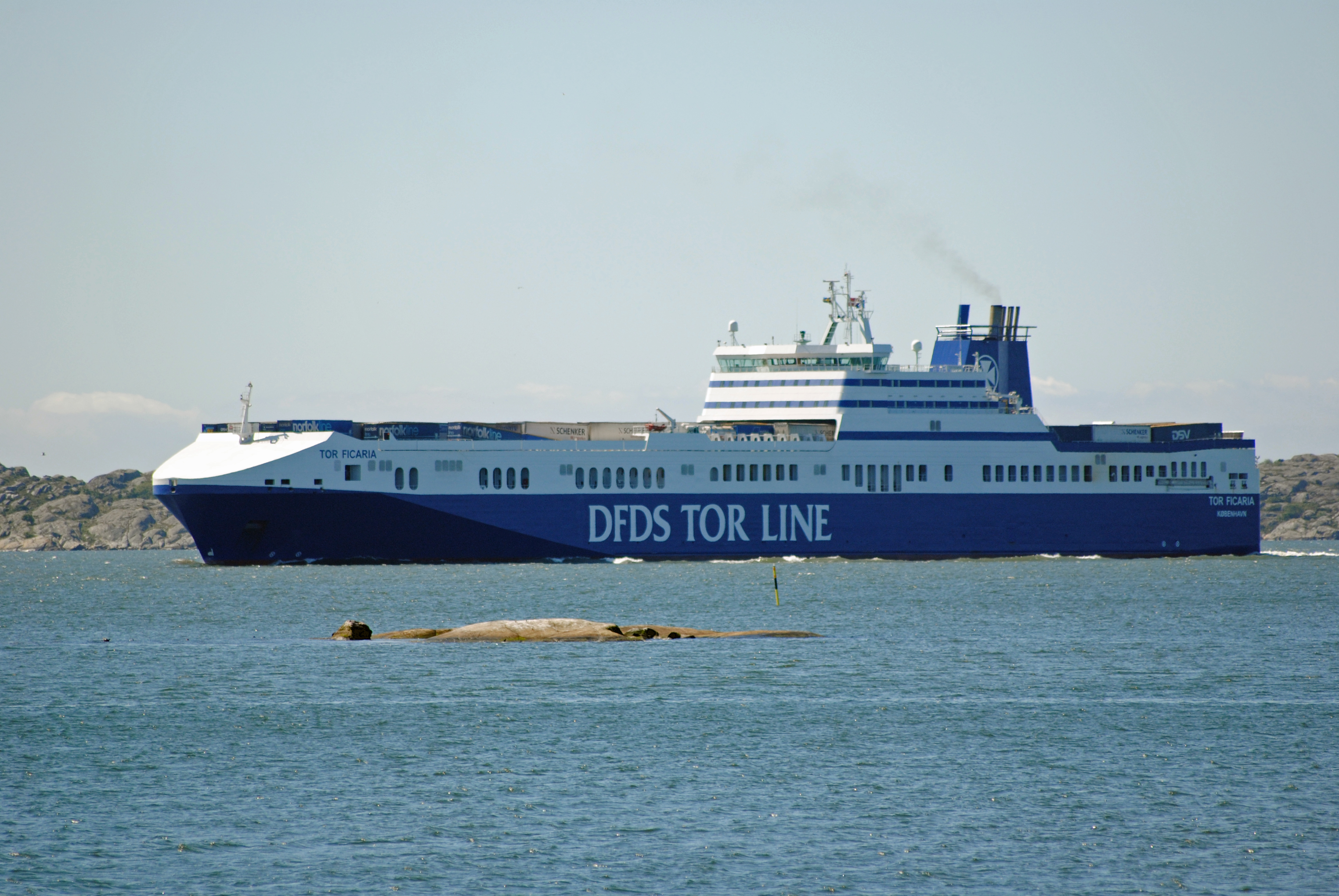
m/s Tor Ficaria i Göteborgs hamn.

Tor Line var ett svenskt rederi som från 1966 bedrev passagerar- och godstrafik på Nordsjön. 1981/1982 kom rederiet att köpas upp av den danska shippingkoncernen DFDS och utgjorde under många år under namnet DFDS Tor Line basen i dess fraktdivision. DFDS Tor Line hade 2009 tillsammans med sina dotterbolag en flotta på cirka 65 ro-ro-, ro-pax- och LoLo-fartyg, som främst trafikerade Nordsjön och Östersjön.

## Historik

### Tor Lines grundande och passagerartrafiken
Tor Line grundades som ett samriskföretag mellan de svenska rederierna Transoil, Rederi AB Rex och Bratt-Götha samt holländska KNSM med syfte att bedriva bilfärjetrafik mellan Sverige, England och Nederländerna. Bolagets namn bildades av Trains Oil och Rex. En analys visade att den hittillsvarande splittrade trafiken borde koncentreras till Göteborg och en brittisk hamn i East Midlands. Kingston upon Hull tillfrågades, men där var man ointresserad, så budet gick vidare till Immingham på sydsidan av floden Humber. Tor Line beställde två passagerarfärjor på ca 7 000 bruttoton hos Flenderer Werke i Lübeck. 
Trots att fartygen var konventionella med ett gemensamt däck för personbilar, trailrar och containrar, så var de snabba och kunde hålla en marschfart på 21,5 knop. Det gav en överfartstid på 24 timmar – 12 timmar snabbare än de färjor som konkurrenten Svenska Lloyds England–Sverige Linjen (ESL) planerade. Tor Lines planer väckte irritation hos ESL, som hade räknat med monopol på traden. Det blev Tor Line som satte in den första färjan av de två rederierna, nämligen m/s Tor Anglia i mars 1966 på traden Göteborg–Immingham–Amsterdam. Tor Line vände sig till en masspublik och sålde plats i sovsalar och vilfåtöljer, medan ESL enbart sålde hyttplatser och betonade komfort och stil. Det blev snart överkapacitet och därav följande priskrig och förlusterna blev stora för båda rederierna, även om ESL:s Londonlinje var mest lönsam. Rex, Bratt-Götha och Transoil blev redan i januari 1967 tvungna att sälja till Salénrederierna AB, som därmed fick kontrollen över bolaget. 1967 levererades m/s Tor Hollandia som sattes in på linjen Göteborg–Amsterdam.

### Superfärjorna Tor Britannia och Tor Scandinavia
Konkurrentrederierna fick allt större problem medan Tor Line var framgångsrikt och 1972–73 planerades nya extremt stora och snabba passagerarfärjor, som också beställdes strax innan oljekrisen 1973 fördubblade priserna på bunkers. Nya m/s Tor Britannia lanserades 1974 med en stor PR-kampanj samtidigt som huvuddelen av Englandstrafiken flyttades från Immingham till Felixstowe och därmed kom betydligt närmare London. Trafiken kompletterades av m/s Tor Hollandia och en återchartrad m/s Tor Anglia tills nya m/s Tor Scandinavia levererades 1976. Nu ändrades trafiken, så att man varje vecka trafikerade Felixstowe tre gånger, Immingham en gång och Amsterdam två gånger från Göteborg. Passagerartrafiken blev mycket populär och konkurrerade framgångsrikt med charterflyget, men vintertid var passagerarkapaciteten alltför hög. Färjorna var emellertid mycket lyckade med sin tonvikt på storlek, komfort och fart.

### Kritiska år i slutet av 1970-talet
Konkurrenten Svenska Lloyd gav upp trafiken på sin Londonlinje den 29 augusti 1977. Det verkade emellertid som Tor Line inte skulle förbli ensamma på Englandstrafiken när Stena Line sommaren 1978 chartrade m/s Winston Churchill från DFDS för att öppna trafik på linjen Göteborg–Newcastle upon Tyne. Tor Line svarade genom en överenskommelse med norska Fred Olsen Lines att utsträcka sina linjer på Norra England till Göteborg. Inför det hotet gav Stena Line upp och överlät chartern av m/s Winston Churchill till Tor Line. Passagerarantalet 1978 på Felixstowe, Newcastle och Amsterdam var 1978 50 procent högre än året innan. Men det var ändå inte tillräckligt för att uppnå lönsamhet. Hela rederinäringen var pressad av kostnadsläget. Salénkoncernen gjorde förluster på sina nybyggda tankfartyg. Som ett led i att sänka kostnaderna inleddes ett samarbete med Sessanlinjen där Tor Line redan hade ett minoritetsägande. Ett gemensamt bolag Sessan Tor Line bildades för att samordna administration och marknadsföring. Under vintrarna 1979 och 1980 hyrdes m/s Tor Scandinavia ut som utställningsfartyg i Mellanöstern och därmed fick man ner passagerarkapaciteten till en mera rimlig nivå. 1980 minskade passagerarantalet och konkurrens tillkom på fraktsidan. Inför 1981 upphörde samarbetet med Sessanlinjen efter en konflikt om hur planerade neddragningar skulle ske, och Sessanlinjen övertogs av Stena Line.

### DFDS tar över 1981
Den ekonomiska situationen hade 1981 blivit ohållbar och både Salénkoncernen och Transatlantic ville sälja. Köpare blev danska DFDS som samma år även förvärvade det av Lion Ferry kontrollerade Prinzenlinie med trafik Bremerhaven/Hamburg–Harwich. Köpet av Tor Line passade bra in i DFDS:s planering och man avsåg att flytta m/s Tor Britannia till planerad kryssningstrafik på USA:s ostkust. Men så blev inte fallet. Eftersom DFDS hade kvar de två Tor Line-färjorna så fortsatte trafiken som tidigare både till Felixstowe och Amsterdam, trots att DFDS tidigare hade tänkt att lägga ner Amsterdamlinjen. Vintern 1971–82 var Tor Scandinavia upplagd i väntan på ombyggnad och 1982–83 fick man ett charterkontrakt med utställningar i Fjärran Östern så Amsterdamlinjen kunde ställas in under båda vintrarna och passagerarkapaciteten begränsas. 1983 flyttade Göteborgsfärjornas engelska hamn från Felixstowe till Harwich. Därmed hade trafiken från både Esbjerg och Göteborg en gemensam hamn i England och samordningen blev bättre. Det innebar att man 1984 reducerade antalet färjor på båda linjerna från fyra till tre. Tor Lines färjor trafikerade även Esbjerg och Amsterdamlinjen lades ned. Under tiden fram till 1988 seglade man året runt Göteborg–Harwich och sommartid Göteborg–Newcastle med varierande tonnage. 1989 slutade Tor Lines färjor att angöra Esbjerg. Istället återupptogs linjen Göteborg–Amsterdam och vintertid anordnades dygnskryssningar Göteborg–Köpenhamn. Tor Lines färjor sattes sommartid in på linjen Göteborg–Newcastle.

### Fartygsombyggnader
Under vintern 1991–92 byggdes Tor Britannia om och döptes till m/s Prince of Scandinavia och därefter Tor Scandinavia som blev m/s Princess of Scandinavia. Man utökade restaurangutrymmena och antalet hytter och ökade standarden. Avsikten var att förlänga färjornas liv med 10 år. Efter ombyggnaderna fortsatte trafiken som tidigare på Harwich året runt, till Newcastle och Amsterdam sommartid samt med dygnskryssningar vintertid till Köpenhamn. Amsterdamtrafiken lönade sig emellertid dåligt och man förkortade linjen genom att angöra Ijmuijden under 1994. Men inte heller det lönade sig och linjen lades ner 1995 och Prince of Scandinavia flyttades efter 20 år bort från Göteborgstrafiken. Princess of Scandinavia fortsatte att segla på Harwich, Newcastle och Köpenhamn som tidigare, men konkurrensen från det allt billigare flyget påverkade lönsamheten negativt. 

### Slut på taxfree och nedläggning
När taxfreeförsäljningen inom EU upphörde 1999 avslutades Köpenhamnskryssningarna. För att kringgå EU-reglerna om taxfreeförsäljning lades linjen Göteborg–Harwich ned och istället startades en åretruntlinje Göteborg–Kristiansand–Newcastle. Prince of Scandinavia kunde tack vare sin snabbhet klara av tre turer per vecka under högsäsong. Under vintern minskades antalet turer till Newcastle till förmån för kryssningar med taxfree till Kristianssand. I oktober 2006 ledde slutligen det höga kostnadsläget för bränsle och vikande passagerarunderlag till nedläggning av passagerartrafiken på Göteborg. Princess of Scandinavia, ex-Tor Scandinavia, byggd på Flender-Werke i Lübeck 1976, slutade därmed trafikera Göteborg–England efter 30 år.

### Frakttrafiken från 1969
Passagerartrafiken hade från början dålig lönsamhet, men godstrafiken gick bra och 1969 levererades lastfärjorna m/s Tor Mercia och m/s Tor Scandia. 1971–74 levererades fem ytterligare lastfärjor i Tor Gothia-serien, som det första exemplet på lyckade seriebyggda fraktfärjor. De var stora och hade goda sjöegenskaper och kom att göra god tjänst i Nordsjötrafiken i över 30 år. Samtidigt som samarbetet med Sessanlinjen inleddes 1980 inleddes även ett fraktsamarbete med förre konkurrenten Svenska Lloyd som marknadsfördes som Tor Lloyd. Båda samarbetena blev emellertid kortlivade och DFDS förvärvade Tor Lines fraktverksamhet 1982. Rederinamnet blev därefter DFDS Tor Line och utvecklades till DFDS fraktbolag. 2010 beslöt DFDS om en omorganisation som innebar att DFDS Tor Line uppgick i DFDS Seaways.

## Fartyg
- M/S Tor Anglia
- M/S Tor Britannia
- M/S Tor Hollandia
- M/S Tor Scandia
- M/S Tor Scandinavia (M/S Princess of Scandinavia)